# 颱風尼莎 (2017年)
颱風尼莎（英語：Typhoon Nesat，國際編號：1709，聯合颱風警報中心：WP112017，菲律賓大氣地球物理和天文服務管理局：Gorio，中國大陸以及港澳地區譯名：納沙），是第9個被命名的西北太平洋熱帶氣旋；「尼莎」（國際音標：[neisaːt]）一名乃由柬埔寨所提供，意指捕魚，此名稱第3次使用，前兩次分別為2005年及2011年，尼莎活躍於七月底，在菲律宾東方海面形成後，成為當年首個登陸臺灣的熱帶氣旋，之後經臺灣海峽進入中國大陸華南地區並減弱消散。

## 發展過程

### 初期緩速發展
發展於菲律宾東南方海域，在7月21日時有氣象專家認為這個熱帶擾動有發展空間，並在28至30日接近臺灣，當時正與另一個熱帶擾動合併，到了7月23日，臺灣中央氣象局指出菲律賓東方海面的熱帶擾動有發展成輕度颱風的趨勢，該系統最快於24日至25日生成第9號颱風，在7月25日上午有三個中期預報出現了不同分歧，其中歐洲中期天氣預報中心認為該擾動將會向北再轉向東北併入奧鹿的系統，期間強度最大僅會達到輕度颱風級別；美国全球預報模式認為該擾動會與南海形成的熱帶擾動在臺灣附近產生藤原效應；而臺灣中央氣象局的中期預報認為該擾動會發展成中度颱風，但在臺灣東方近海時會與奧鹿產生藤原效應；由於進入所處環境垂直風切較弱，加上高達攝氏30度的海水的海域，使得系統開始增強，同日下午3時日本氣象廳將其升格為熱帶性低氣壓，4小時後聯合颱風警報中心發出熱帶氣旋形成警告，接着兩小時後日本氣象廳發佈烈風警告，隔日上午11時聯合颱風警報中心將其升格為熱帶性低氣壓，同日上午11時36分中国国家气象中心率先將其升格為熱帶風暴，日本氣象廳在44分鐘後也將其升格為熱帶風暴，並命名為尼莎，此時中央氣象局的預報模式認為尼莎會影響臺灣，香港天文台也在不久後升格。三小時後中央氣象局將其升格為輕度颱風，此時各國的路徑預報有相當大的差異，由於導引氣流微弱，使得尼莎緩慢向北移動。

### 增強並直逼臺灣
同日晚上，多數氣象部門都將尼莎的預估路徑向西調整，其中日本氣象廳也把原本往北與諾盧合併的路徑大幅向西調整，同時臺灣中央氣象局預估尼莎在轉向後會增強至中度颱風，由於尼莎的結構漸趨完整，中心附近對流也開始爆發，建立往赤道方向流出的通道，不久後組織成中心密集雲團，代表尼莎開始增強，日本氣象廳於27日上午9時將其升格為強烈熱帶風暴，不久後香港天文台跟隨，中國國家氣象中心在上午11時37分將其升格為強熱帶風暴，由於高壓勢力未如預期的減弱，各國的預報都估計尼莎將轉向西北並加速移動，並登陸臺灣，但差別在於其登陸的位置，臺灣中央氣象局認為將在臺東登陸，而日本氣象廳則認為會在花東交界處登陸，韓國氣象廳預測會從宜蘭登陸，由於附近的環境有利於尼莎的發展，日本氣象廳在28日下午3時率先將其升格為颱風，隨後中國國家氣象中心、聯合颱風警報中心和香港天文台都在下午5時將尼莎升格為颱風，而中央氣象局直到晚上8時半才將其升格為中度颱風，由於北邊高氣壓勢力漸弱，使得尼莎的路徑偏北，臺灣中央氣象局及中國國家氣象中心都將路徑往北修正至花蓮登陸此時尼莎出現不規則移動，由於尼莎所處環境仍然有利於發展，並打開一道粗糙的風眼，使得中國國家氣象中心一度預估尼莎會增強至強颱風，但暴風圈已經接觸臺灣陸地使得尼莎減緩增強的速度，使得增強速度不如中國國家氣象中心的預期，由於與熱帶風暴海棠發生雙颱效應，加上高氣壓勢力退縮，使得尼莎在29日下午一度往北移動，在下午5時強度達到顛峰後，於晚上7時10分從宜蘭縣蘇澳鎮登陸臺灣本島。

### 橫掃臺閩急速減弱
登陸後受地形影響，尼莎一度改向偏西南推進，以「自由過山」形式從南面繞過雪山山脈，因受到陸地摩擦力影響，使得強度開始減弱，速度也加速，於下午10時30分在苗栗縣竹南鎮進入臺灣海峽，出海之後，中國國家氣象中心在30日凌晨1時7分將其降格為強熱帶風暴，不過因納沙在海上重整，大約2小時後再度升格為颱風，但聯合颱風警報中心在4時30分將其降格為熱帶風暴，約兩小時後尼莎於中國福建省福州福清市沿海登陸，中國國家氣象中心在上午8時39分將其降格為強熱帶風暴，26分鐘後日本氣象廳也將其降格為強烈熱帶風暴，香港天文台也在上午10時正將其降格為強烈熱帶風暴，由於尼莎登陸福建後減弱相當快速，中國國家氣象中心在15分鐘後率先將其降格為熱帶風暴，聯合颱風警報中心在11時發出最後一份報告，而臺灣中央氣象局則是直到11時半才將其降格為輕度颱風，中國國家氣象中心更在14時30分率先將其降格為熱帶低壓，40分鐘後日本氣象廳將其降格為熱帶風暴，香港天文台於晚上8時將其降格為熱帶低氣壓，15分鐘後中國國家氣象中心在因無法分辨環流而停止編號，經過15分鐘後臺灣中央氣象局將其降格為熱帶性低氣壓，而香港天文台更在晚上11時將其降格為低壓區，日本氣象廳直到隔日凌晨2時55分才將其降格為熱帶低氣壓，並在上午8時的天氣圖表示已消散。

## 影響

### 菲律賓
當地發出之最高風暴信號：二號風暴信號
尼莎與海棠組成大低壓帶，使得西南季風增強，導致暴雨成災，造成农业損失為1,192萬披索
。

### 日本
29日尼莎在先島群島西南方時，石垣島測得每秒27.8公尺的的陣風，相當於10級風，而與那國島更測得每秒50.4公尺的陣風，相當於15級風，因風力太大，導致690戶停電。

### 中國大陸
当地发布之最高台风预警信号： 颱風黃色預警信號
由於考量外圍雲系影響，中國國家氣象中心在27日下午6時發布颱風藍色預警，當時尼莎位於臺灣臺東東南方820公里，12小時後發布黃色預警，當時尼莎位於臺灣臺東東南方570公里，在尼莎登陸後，由於強度減弱使得國家氣象中心在30日上午10時改發颱風藍色預警，當時尼莎位於福建省永泰县，10小時後隨者國家氣象中心對尼莎停止編號而撤下藍色預警，期間雖造成121班航班取消及17萬人撤離，並啟動三級應急響應，但並未造成較大的災情。

### 臺灣
當地發布之颱風警報：海上陸上颱風警報
| 彭佳嶼 · 28 m/s板橋 · －鞍部 · 14.3 m/s竹子湖 · 5.8 m/s淡水 · 8.9 m/s基隆 · 16.4 m/s臺北 · 13.9 m/s新屋 · －新竹 · 9.1 m/s宜蘭 · 22 m/s蘇澳 · 25.1 m/s花蓮 · 15.2 m/s成功（新港） · 10.2 m/s臺東 · 7 m/s大武 · 7.4 m/s蘭嶼 · 19.4 m/s臺中 · 4.9 m/s梧棲 · 13 m/s日月潭 · 10.6 m/s阿里山 · 4.3 m/s嘉義 · 4.6 m/s玉山 · 18.2 m/s臺南 · 8.4 m/s高雄 · 7.4 m/s恆春 · 7.6 m/s澎湖 · 8.2 m/s東吉島 · 13.9 m/s金門 · 8.4 m/s馬祖 · 13.4 m/s 中華民國交通部中央氣象署署屬氣象測站測得最大持續風力。圖例： · 無數據 · 測得5級風或以下 · 測得6至7級風 · 測得8至9級風 · 測得10至11級風 | 彭佳嶼 · 39.6 m/s板橋 · －鞍部 · 38.9 m/s竹子湖 · 21.1 m/s淡水 · 26.3 m/s基隆 · 41.5 m/s臺北 · 41.9 m/s新屋 · －新竹 · 24.4 m/s宜蘭 · 51 m/s蘇澳 · 52.8 m/s花蓮 · 35.2 m/s成功（新港） · 27.2 m/s臺東 · 20.2 m/s大武 · 13.9 m/s蘭嶼 · 32.5 m/s臺中 · 16.2 m/s梧棲 · 21.2 m/s日月潭 · 25.6 m/s阿里山 · 15.9 m/s嘉義 · 10.7 m/s玉山 · 28.4 m/s臺南 · 17.7 m/s高雄 · 18.4 m/s恆春 · 22 m/s澎湖 · 17.3 m/s東吉島 · 22.3 m/s金門 · 17.2 m/s馬祖 · 29.5 m/s 中華民國交通部中央氣象署署屬氣象測站測得最大陣風。圖例： · 無數據 · 測得5級風或以下 · 測得6至7級風 · 測得8至9級風 · 測得10至11級風 · 測得12至15級風 · 測得16級風或以上 |

交通部中央氣象局在26日下午把尼莎升格為輕度颱風後召開記者會，指出尼莎的強度持續增強，不排除增強為中度颱風，於30日最靠近臺灣，預計最快29日清晨發布海上颱風警報，甚至不排除發佈陸上颱風警報，由於路徑向南進行修正，加上移動速度加快，氣象局在27日上午表示發布海上颱風警報的時間將提前至28日上午，陸上颱風警報也將於28日午後發布，同時也提醒東部、南部和北部沿海地區要留意長浪及強陣風。
氣象局在28日上午8時半，即尼莎位於鵝鑾鼻的東南東方約540公里時，對巴士海峽、臺灣東南部（含綠島、蘭嶼海面）及臺灣東北部海面發布海上颱風警報。氣象局表示沿海地區會有長浪，另外受尼莎的外圍環流影響，恆春半島、臺灣東半部及西南部沿海地區有長浪發生。下午2時半，當尼莎移至花蓮的東南方約510公里時，氣象局對花東地區（包含蘭嶼及綠島）發布陸上颱風警報。晚間氣象局將陸上警報範圍擴大至中部及南部地區，更在隔天（29日）上午把陸警範圍擴大至臺灣本島與澎湖群島，東半部地區在下午停班停課，下午6時後臺灣本島各地區停班停課在颱風登陸前，屏東沿海降下時雨量破百的暴雨，造成了淹水，有23人因此受困，由於氣象局將海棠升格為輕度颱風，在下午5時半出現繼1967年瑪芝和娜拉之後，50年來氣象局同時對兩個熱帶氣旋發布海上陸上颱風警報。尼莎在下午7時10分登陸宜蘭縣蘇澳鎮，在登陸地區測得16級陣風，為了防止颱風帶來的災害，30日所有的縣市皆停班停課，因臺北處在危險半圓而吹起颱風賀伯以來當地近21年最強的14級風，因為風力過強，宜蘭有整排電線杆不敵強風而吹斷。尼莎登陸後移動速度加快，晚間10點30分於苗栗縣竹南鎮出海。隨著尼莎進入中國大陸且強度大幅衰減，氣象局在14時半解除尼莎所有的警報，結束維持7報的雙颱海上陸上颱風警報，雖然尼莎影響臺灣期間沒有造成罹難，但有111人因此受傷，58萬6145戶停電，農業損失超過新臺幣2億元。此外，和平電廠輸電鐵塔被強風吹倒，使得臺北都會區面臨限電危機，更甚至間接導致815全臺大停電。。
中華民國海軍停泊於基隆港的兩艘濟陽級巡防艦淮陽號、蘭陽號遭纜繩吹斷的民間渡輪「麗娜輪」漂撞至舷尾，造成兩艦的直升機停機坪外側護欄損斷、舷尾出現破洞、雷達標誌線斷裂等創傷。經中華民國海軍和台灣國際造船評估，再修復的費用為新臺幣一百餘萬元。中華民國海軍依中華民國國防部和國防部海軍司令部指示，向船東索償，並作為日後海軍艦艇因天災而民用船隻疏失造成受損的依據。

### 香港、澳門
受到熱帶氣旋納沙及海棠的下沉氣流影響，7月29日香港普遍地區最高氣溫上升至攝氏34度或以上，其中打鼓嶺、沙田、黃大仙、跑馬地、元朗公園及北潭涌更高達36度或以上。7月30日氣溫上升，香港天文台總部下午4時30分錄得34.8度，刷新2017年最高氣溫紀錄，其中上水、沙田、黃大仙、九龍城、西貢、跑馬地、深水埗及赤鱲角更升穿37度。空氣質素方面，7月29日下午5:00，全港16個空氣監測站的空氣質素健康指數健康風險級別，有15個錄得最惡劣級別的10+「嚴重」水平，只有「後花園」塔門錄得9「甚高」水平。7月30日下午4時半，全部路邊監測站的空氣質素健康指數均錄得「10」或以上，達甚高至嚴重健康風險水平，其中銅鑼灣情況最嚴重；至於13個一般監測站中，將軍澳及屯門的空氣質素健康指數均錄得「10+」，達嚴重健康風險水平；餘下有9個一般監測站空氣質素健康指數均錄得「10」，達甚高健康風險水平。
澳門氣象局於7月30日下午1時04分，在外港碼頭氣象站錄得38.4度高溫，是澳門今年入夏以來錄得的最高氣溫。九澳氣象站中午亦錄得超過37度，其他氣象站亦普遍錄得超過36度高溫。

## 熱帶氣旋警告使用紀錄

### 中國大陸
| 國家氣象中心 颱風預警信號 | 國家氣象中心 颱風預警信號 | 國家氣象中心 颱風預警信號 |
| ------------------------- | ------------------------- | ------------------------- |
| 上一熱帶氣旋              | 颱風藍色預警信號          | 下一熱帶氣旋              |
|                           | 颱風藍色預警信號          | 超強颱風天鴿              |
| 強熱帶風暴苗柏            | 颱風黃色預警信號          | 超強颱風天鴿              |

### 臺灣
| 交通部中央氣象局 颱風警報 | 交通部中央氣象局 颱風警報 | 交通部中央氣象局 颱風警報 |
| ------------------------- | ------------------------- | ------------------------- |
| 上一熱帶氣旋              | 海上颱風警報              | 下一熱帶氣旋              |
| 輕度颱風艾利              | 海上颱風警報              | 輕度颱風海棠              |
| 中度颱風梅姬              | 陸上颱風警報              | 輕度颱風海棠              |

### 菲律賓
| 菲律賓大氣地球物理和天文服務管理局 風暴信號 | 菲律賓大氣地球物理和天文服務管理局 風暴信號 | 菲律賓大氣地球物理和天文服務管理局 風暴信號 |
| ------------------------------------------- | ------------------------------------------- | ------------------------------------------- |
| 上一熱帶氣旋                                | 一號風暴信號                                | 下一熱帶氣旋                                |
| 熱帶風暴洛克                                | 一號風暴信號                                | 熱帶風暴海棠                                |
|                                             | 二號風暴信號                                | 颱風天鴿                                    |

## 外部連結
| 太平洋颱風季             |
| 主題頁 - 專題 - 編輯指南 |

- （英文）颱風2000：各氣象部門對納沙的預測路徑集合 （页面存档备份，存于）
- （英文）美國太空總署：相關資料[]
- （日語）日本氣象廳：數位颱風網資料（日文版 （页面存档备份，存于）、英文版 （页面存档备份，存于））、1709最佳路徑數據（日文版 （页面存档备份，存于）、英文版 （页面存档备份，存于））、2017年熱帶氣旋最佳路徑圖（日文版 （页面存档备份，存于）、英文版 （页面存档备份，存于））、2017年熱帶氣旋最佳路徑數據 （页面存档备份，存于） （页面存档备份，存于）
- （英文）美國聯合颱風警報中心：11W最佳路徑數據 （页面存档备份，存于）、納沙最佳路徑圖 （页面存档备份，存于） （页面存档备份，存于）
- （英文）美國海軍研究實驗室：11W檔案 （页面存档备份，存于）
- （繁體中文）臺灣交通部中央氣象局：颱風資料庫——、最佳路徑圖
- （繁體中文）香港天文台：2017年7月熱帶氣旋概述 （页面存档备份，存于）、實時天氣稿（7月25日 （页面存档备份，存于）－7月26日 （页面存档备份，存于）－7月27日 （页面存档备份，存于）－7月28日 （页面存档备份，存于）－29日 （页面存档备份，存于）－30日 （页面存档备份，存于）－31日 （页面存档备份，存于））
- （英文）菲律賓大氣地球物理和天文管理局：熱帶氣旋發佈存檔 （页面存档备份，存于） （页面存档备份，存于）